# Pullorose
 Mise en garde médicale
La pullorose (du latin pullus : poulet) — également connue sous le nom vernaculaire de « maladie de la crotte », pullorum disease en anglais — est une maladie infectieuse septicémique touchant diverses espèces de volailles et due à la bactérie Salmonella enterica sp. enterica, serovar Gallinarum biovar Pullorum. Elle se manifeste, soit par une mortalité en coquille ou une mortinatalité, soit par une détérioration de l'état général associée à une diarrhée blanchâtre. Les sujets jeunes sont plus souvent et plus gravement touchés. Parmi les espèces domestiques, la pullorose touche principalement la poule, la dinde et le faisan. La pintade, la caille, la perdrix et le canard, tout en étant sensibles à la maladie, l'expriment plus rarement.

## Répartition et importance économique
La pullorose est répandue sur toute la surface du globe. Elle engendre d'importants dommages économiques au Moyen-Orient, en Afrique, en Asie et en Amérique centrale et du Sud, alors que des mesures draconiennes ont permis de l'éradiquer dans les élevages commerciaux en Amérique du Nord et dans la plupart des pays d’Europe,.

## Agent causal
La maladie est causée par Salmonella enterica sp. enterica serovar Gallinarum, une enterobacteriaceae atypique, car dépourvue de flagelle et d’antigène H. Il en existe deux biovars, Pullorum et Gallinarum, le premier étant responsable de la pullorose. Ce biovar est adapté à ses hôtes, chez lesquels il provoque une maladie septicémique spécifique. Une à cinq unités du biovar sont suffisantes pour infecter un poussin. La bactérie survit ensuite  dans les macrophages spléniques et dans l’ovaire et l’oviducte des pondeuses, expliquant le portage persistant et la contamination des œufs dans le tractus génital,.

## Clinique et lésions
La sensibilité à l'agent causal est fonction de l'espèce et de l'âge. Après une incubation allant de 6 à 72 heures, on note d'abord une diminution de la fertilité et du taux d’éclosion, avec mortalité en coquille ou mortinatalité.

### Forme aiguë
Dans la forme aiguë, les oiseaux de moins de 3 semaines présentent une diarrhée crayeuse (« maladie de la crotte »), associée à des signes d'anorexie, de déshydratation et de faiblesse. On note parfois des symptômes respiratoires et nerveux. La mortalité, qui varie de 50 à 100 %, atteint son maximum dans la deuxième semaine suivant l’éclosion. Les jeunes oiseaux morts après éclosion présentent des lésions de septicémie hémorragique, de péritonite, un sac vitellin non résorbé, un foie hypertrophié porteur de foyers hémorragiques. Ceux qui ont résisté quelques jours présentent des signes de septicémie hémorragique, de typhlite, d'entérite, d'hépatomégalie et de splénomégalie. Des foyers nécrotiques sont visibles sur le foie et la rate, des nodules grisâtres sur le duodénum, les poumons, le myocarde et le gésier. La moelle osseuse est brunâtre. On peut également observer des signes de néphrite, arthrite, péritonite, périhépatite, aéro-sacculite et péricardite.

### Forme subaiguë et forme chronique
Dans la forme subaiguë et la forme chronique, les oiseaux, affaiblis, maigres et anorexiques, présentent en outre une tuméfaction des articulations. La croissance est compromise et la mortalité augmente. Les cadavres des adultes ayant succombé à la maladie sont pâles et amaigris, avec péritonite séro-fibrineuse, ponte intra-abdominale, salpingite et anomalies ovariennes. Des foyers nécrotiques sont visibles sur le cœur, les intestins, le pancréas et le foie. On peut observer des signes d'arthrite, de synovite, de péritonite, de périhépatite, d'aéro-sacculite et de péricardite.

## Épidémiologie
La bactérie est éliminée par les œufs et les fientes des volailles infectées (notamment les reproducteurs porteurs chroniques et malades). La transmission verticale est ainsi particulièrement importante, tandis que la transmission horizontale semble jouer un moindre rôle. Elle concerne les oiseaux plus âgés et les adultes et est liée à la contamination fécale des litières, de l’eau et des aliments, des locaux et matériels

## Diagnostic

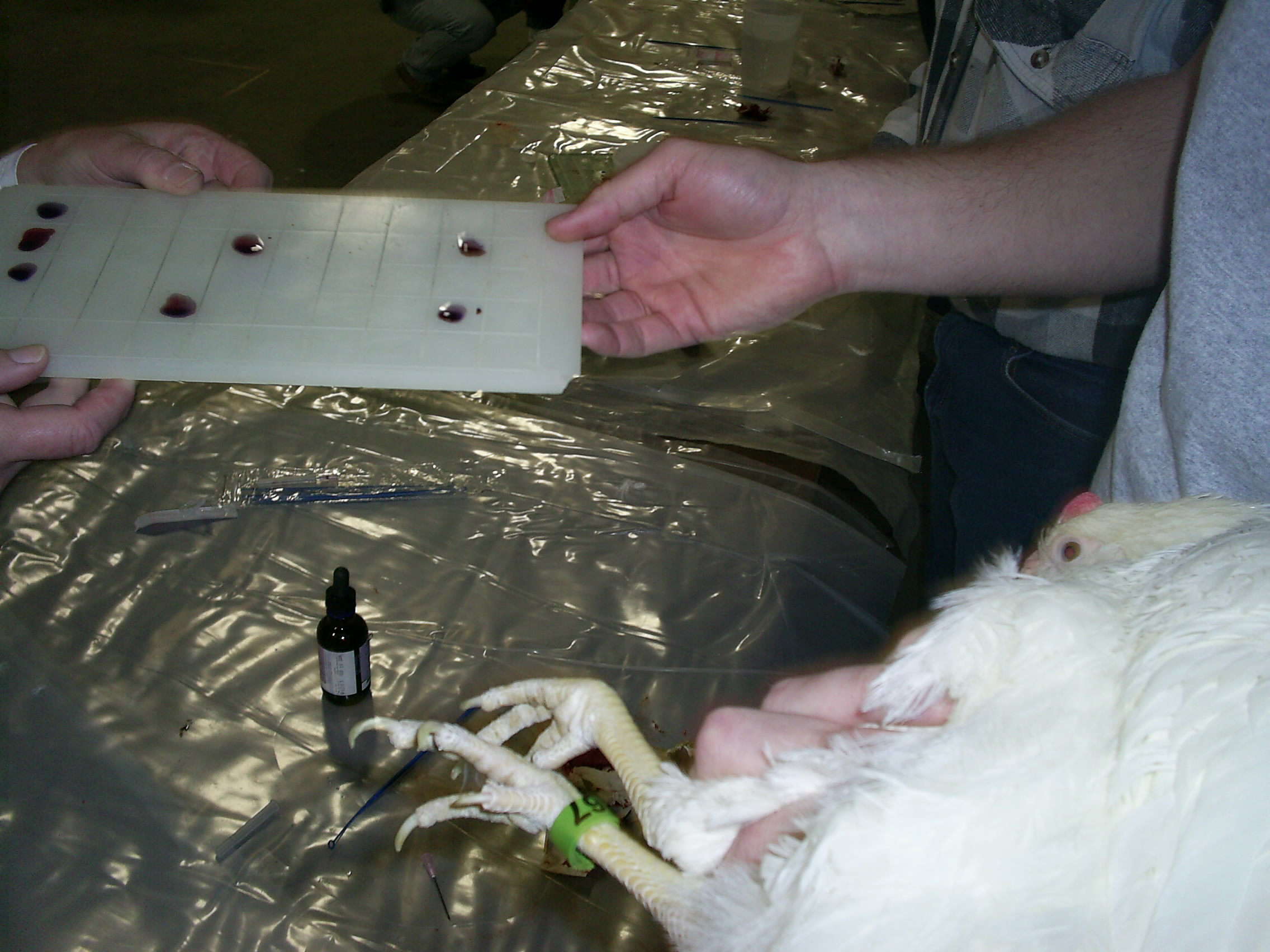
Entraînement au dépistage de la pullorose à l'université du Michigan.

Les observations épidémiologiques, la clinique et le tableau nécropsique peuvent orienter le diagnostic, mais celui-ci doit être confirmé au laboratoire. L'isolement et l’identification de la bactérie peut s'avérer difficile chez les porteurs asymptomatiques, mais les volailles infectées réagissent sérologiquement, ce qui permet de dépister aisément l’infection,,.

## Traitement et prophylaxie
Le traitement, aboutissant à la création de porteurs sains, n'est pas compatible avec le souhait d'éradiquer la maladie. En matière de prévention, des vaccins existent, mais ils interfèrent avec le dépistage sérologique de l'infection. La lutte contre la pullorose repose donc sur une prophylaxie sanitaire rigoureuse, encadrée par la réglementation. Dans ce cadre, les basses-cours familiales, susceptibles d'héberger l'infection de manière silencieuse, peuvent représenter un danger
La mise en évidence de la pullorose dans un élevage implique l’élimination des lots atteint et des œufs à couver, la destruction des litières, la désinfection des locaux et matériels contaminés. Les élevages indemnes se protègent par des mesures sanitaires, associées à un contrôle sérologique régulier des filières de reproduction, de façon à disposer de poussins indemnes.
Les pays atteints par la maladie se doivent de la notifier à l’OIE, dans le but de limiter les risques de contaminations lors des échanges internationaux.